# بیست‌ضلعی
| بیست‌ضلعی منتظم                       | بیست‌ضلعی منتظم                                                                |
| ------------------------------------ | ----------------------------------------------------------------------------- |
| یک بیست‌ضلعی منتظم                    |                                                                               |
| اضلاع و رأس‌ها                        | ۲۰                                                                            |
| نماد اشلفلی                          | {۲۰}                                                                          |
| مساحت (با طول ضلع {\displaystyle a}) | {\displaystyle {\begin{aligned}5a^{2}\cot {\frac {\pi }{20}}\\\end{aligned}}} |
| زاویه داخلی (درجه)                   | ۱۶۲                                                                           |

در هندسه، بیست‌ضلعی (به انگلیسی: Icosagon)، یک چندضلعی با بیست ضلع است.

## بیست‌ضلعی منتظم
یک بیست‌ضلعی منتظم دارای ضلع‌ها و زاویه‌های داخلی برابر است. اندازهٔ زاویه‌های داخلی هر رأس آن، ۱۶۲ درجه بوده و مساحت آن با استفاده از رابطهٔ زیر محاسبه می‌شود:
{\displaystyle {\begin{aligned}A&=5a^{2}\cot {\frac {\pi }{20}}\ ={5}a^{2}(1+{\sqrt {5}}+{\sqrt {5+2{\sqrt {5}}}})\simeq 31.56875757a^{2}\end{aligned}}}

## کاربرد

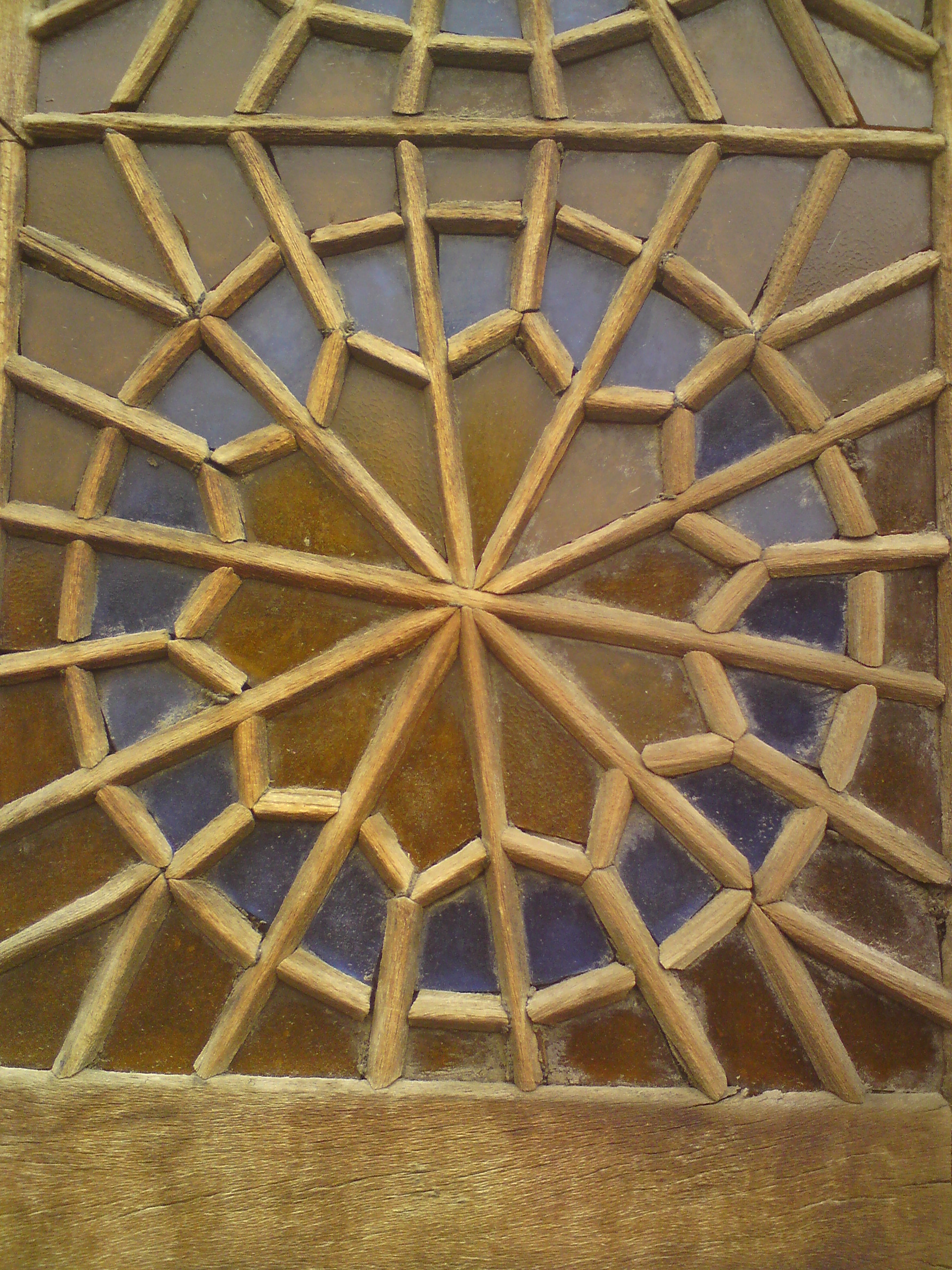
قسمتی از پنجره ارگ کریمخانی در شیراز

از بیست وجهی منتظم در ساختن برخی گردونه‌ها استفاده می‌شود، از این گردونه‌ها در یک نوع بازی مشهور در آمریکا به نام شوکیس شودان به انگلیسی:(showcase showdown)استفاده می‌کنند.
پس از حفاری‌های انجام‌گرفته در سال ۱۹۸۹، مشخص شد که سالن تئاتر Globe که توسط ویلیام شکسپیر مورد استفاده قرار می‌گرفت، بر روی فونداسیونی به شکل بیست‌ضلعی منتظم بنا شده است.
به‌عنوان یک مسیر بیست‌ضلعی (و نه یک بیست‌ضلعی کوژ)، صلیب شکسته یک بیست‌ضلعی غیرمنتظم است.
یک بیست‌ضلعی منتظم می‌تواند گوشهٔ ایجادشده توسط یک مربع و یک پنج‌ضلعی را پر کند:

## ترسیم بیست‌ضلعی منتظم
یک بیست‌ضلعی منتظم با استفاده از خط‌کش و پرگار قابل ترسیم است: